# Kneški prelom
Kneški prelom je geološki prelom v Sloveniji. Leži v smeri SZ–JV. Leži jugozahodno od Ravenskega preloma in severozahodno od Idrijskega preloma. Vzdolž prelom prevladujejo desnozmični premiki. Orientacija in kinematika preloma sta podobni drugim dinarskim prelomom v Sloveniji, med drugimi Ravenskemu, Žužemberškemu, Predjamskemu in Raškemu prelomu.
Prelom se imenuje po vasi Kneža v občini Tolmin. Razteza se približno med Bovcem na severozahodu in Idrijo na jugovzhodu.